# Jnes
Jnes — эмулятор игровой приставки NES для операционных систем Windows и Android, автором и разработчиком которого, с 1999 года, является Jabo.

## История
Первый общедоступный выпуск Jnes версии 0.10 состоялся 5 августа 1999 года. Стабильная версия 1.0 вышла 25 декабря 2007 года, а через 2 месяца появилась поддержка русского языка. 2 января 2013 года эмулятор был впервые представлен для Android 2.3.

## Описание
Эмулятор использует DirectX в качестве аппаратного интерфейса. Jnes поддерживает онлайн-игру через службу Kaillera и предоставляет возможность использовать чит-коды для таких устройств, как Game Genie и Pro Action Replay. Также он позволяет использовать обычную компьютерную мышь в качестве светового пистолета. Эмулятор имеет файловый менеджер для поиска и запуска ROM-файлов и может сохранять игру в любое время.

## Критика
В 2004 году Jnes считался один из самых точных NES-эмуляторов для Windows и входил в тройку лучших по версии журнала «Игромания». В 2011 году редакция журнала «Игромания» отметила, что Jnes уже не так популярен, как раньше, и редко обновляется. Тем не менее, эмулятор отличается своей простотой и не перегружен дополнительными настройками, при этом умеет воспроизводить точную цветопередачу (отключенную по умолчанию), а при использовании вертикальной синхронизации отсутствуют задержки.